# Talleres de Córdoba
A Talleres de Córdoba egy argentin labdarúgócsapat Córdoba városában. A egyesületet 1913. október 12-én alapították. A klub jelenleg az első osztályban szerepel és az 57 000 néző befogadására alkalmas Mario Alberto Kempes Stadionban játssza hazai mérkőzéseit.
1969 óta több alkalommal is szerepeltek az első osztályban, legutoljára 2016-ban jutottak fel.

## Sikerek
Argentin Kupa
- Döntős (2): 2019–20, 2021–22

## Jelenlegi keret
2024. augusztus 16. szerint.

## Fordítás
Ez a szócikk részben vagy egészben  a   Talleres de Córdoba című angol Wikipédia-szócikk fordításán alapul.  Az eredeti cikk szerkesztőit annak laptörténete sorolja fel. Ez a jelzés csupán a megfogalmazás eredetét és a szerzői jogokat jelzi, nem szolgál a cikkben szereplő információk forrásmegjelöléseként.